# Johann Alboth
Johann Alboth (* 23. November 1861 in St. Joachimsthal; † 10. Juni 1940 in Edersgrün, Reichsgau Sudetenland) war ein deutschsprachiger Lyriker und Lehrer.

## Leben und Werk
Alboth wurde 1861 in St. Joachimsthal geboren. Nach seiner Lehrerausbildung im Jahre 1877 kam er zuerst nach Wien, studierte danach zwei Jahre in Prag und Graz. Von 1881 an unterrichtete er als Lehrer in Tissau bei Karlsbad, später war er als Schulleiter in Altrohlau tätig. Nach seiner Pensionierung übersiedelte er im Jahr 1925 nach Edersgrün bei Lichtenstadt im Egerland.
Alboths erster belletristischer Band erschien im Jahre 1896 unter dem Titel Singen und Ringen: Ausgewählte Gedichte. Ein zweiter Band mit Gedichten unter dem Titel Aus der Stille wurde 1903 im Verlag neuer Literatur und Kunst Szelinski und Co. Leipzig C. Cnobloch herausgegeben. 1911 publizierte er schließlich seinen dritten und letzten Lyrikband Herz und Welt. Alboth verstarb im Juni 1940 im Alter von 78 Jahren in Edersgrün.

## Schriften (Auswahl)
- Singen und Ringen: Ausgewählte Gedichte. Lyrik. Zürich 1896.
- Aus der Stille Lyrik. Verlag neuer Literatur und Kunst Szelinski und Co. Leipzig C. Cnobloch, Wien 1903.
- Herz und Welt 1911/12.